# 阿列
阿列（義大利語：Agliè），是意大利北部皮埃蒙特大区都靈廣域市的一个市镇，位于都灵市以北35公里。